# Gabriel Hervé Gwet
 (septembre 2024).
La mise en forme du texte ne suit pas les recommandations de Wikipédia : il faut le « wikifier ».
Les points d'amélioration suivants sont les cas les plus fréquents. Le détail des points à revoir est peut-être précisé sur la page de discussion.
- Les titres sont pré-formatés par le logiciel. Ils ne sont ni en capitales, ni en gras.
- Le texte ne doit pas être écrit en capitales (les noms de famille non plus), ni en gras, ni en italique, ni en « petit »…
- Le gras n'est utilisé que pour surligner le titre de l'article dans l'introduction, une seule fois.
- L'italique est rarement utilisé : mots en langue étrangère, titres d'œuvres, noms de bateaux, etc.
- Les citations ne sont pas en italique mais en corps de texte normal. Elles sont entourées par des guillemets français : « et ».
- Les listes à puces sont à éviter, des paragraphes rédigés étant largement préférés. Les tableaux sont à réserver à la présentation de données structurées (résultats, etc.).
- Les appels de note de bas de page (petits chiffres en exposant, introduits par l'outil «  Source ») sont à placer entre la fin de phrase et le point final[comme ça].
- Les liens internes (vers d'autres articles de Wikipédia) sont à choisir avec parcimonie. Créez des liens vers des articles approfondissant le sujet. Les termes génériques sans rapport avec le sujet sont à éviter, ainsi que les répétitions de liens vers un même terme.
- Les liens externes sont à placer uniquement dans une section « Liens externes », à la fin de l'article. Ces liens sont à choisir avec parcimonie suivant les règles définies. Si un lien sert de source à l'article, son insertion dans le texte est à faire par les notes de bas de page.
- La présentation des références doit suivre les conventions bibliographiques. Il est recommandé d'utiliser les modèles {{Ouvrage}}, {{Chapitre}}, {{Article}}, {{Lien web}} et/ou {{Bibliographie}}. Le mode d'édition visuel peut mettre en forme automatiquement les références.
- Insérer une infobox (cadre d'informations à droite) n'est pas obligatoire pour parachever la mise en page.

Pour une aide détaillée, merci de consulter Aide:Wikification.
Si vous pensez que ces points ont été résolus, vous pouvez retirer ce bandeau et améliorer la mise en forme d'un autre article.
Pour les articles homonymes, voir Gwet.
Gabriel Hervé Gwet - de son vrai nom Gabriel Hervé Bibanbe Gwet - né le 25 septembre 1981 à Édéa au Cameroun, est un acteur, producteur et mannequin camerounais,.

## Biographie

### Enfance, éducation et débuts
Gabriel Hervé Gwet nait le 25 septembre 1981 à Édéa au Cameroun de parents originaires de la Sanaga-Maritime,.
Il commence par la musique en intégrant le groupe de rap LA R'PLIK,

### Carrière
En tant qu'acteur, il parait dans plusieurs films et séries à savoir : Awa de Simon William Kum en 2014, Nina je suis ton bourreau en 2016, Cauchemar vivant en 2017, et la série Miel amer de Blaise Ntedju. En 2021, il incarne le personnage de Ndom dans le film Rêve réel de Serge Fonda aux côtés de Flavienne Tchatat et Benjamin Eyebe ; Prédiction de Salem Kedy en compagnie de Lucie Memba. En 2020, il joue dans Guerre des sexes de Simon William Kum, puis en 2022 dans Madame... Monsieur d'Ebenezer Kepombia. En 2023, il parait dans Prise au piège réalisé par Yvette Nanga aux côtés de Lesline Feumba et Sylvie Sintcheu. En 2024, il joue le personnage d'Epoï dans Ewusu de Françoise Ellong, et celui d'Eugène dans 12 Cas de Blaise Ntedju ,,,,,,.
En qualité de producteur avec sa maison de production Glory Be Entertainment, en 2022, il produit le court métrage Tekou. En 2023, ce sont la série Le moralisateur et les courts métrages Never, et Stop covid-19, qui a été récompensé au Sayen Festival qu'il produit,.

## Filmographie

### Films

#### Années 2000
- 2016 : Nina je suis ton bourreau de Serge Fonda
- 2017 : Cauchemar vivant de Blaise Ntedju
- 2021 : Prédiction de Salem Kedy
- 2021 : Rêve réel de Serge Fonda : Ndom
- 2021 : Illusion de Michel Pouamo
- 2023 : Prise au piège de Yvette Nanga

### Séries
| Année | Séries            | Rôles  | Réalisateur       |
| ----- | ----------------- | ------ | ----------------- |
| 2014  | Awa               |        | Simon William Kum |
| 2020  | Guerre des sexes  |        | Simon William Kum |
| 2022  | Madame...Monsieur |        | Ebenezer Kepombia |
|       | Miel amer         |        | Blaise Ntedju     |
| 2024  | Ewusu             | Epoï   | Françoise Ellong  |
| 2024  | 12 Cas            | Eugène | Blaise Ntedju     |

### Production
| Anné | Production      |
| ---- | --------------- |
| 2022 | Tekou           |
| 2023 | Le moralisateur |
| 2023 | Stop covid 19   |
| 2023 | Never           |